# IC 1404
IC 1404 ist eine Elliptische Galaxie vom Hubble-Typ E0 im Sternbild Steinbock auf der Ekliptik. Sie ist schätzungsweise 246 Millionen Lichtjahre von der Milchstraße entfernt und hat einen Durchmesser von etwa 60.000 Lichtjahren. 
Das Objekt wurde am 27. August 1892 von Stéphane Javelle entdeckt.